# Succulenta (revista)
Succulenta, cuyo nombre estándar es Succulenta (Netherlands), es una revista científica de los Países Bajos que comenzó a publicarse en 1919. En un principio contenía ilustraciones con descripciones botánicas. El nombre inicial fue Succulenta; Nederlandsche Vereeniging van Liefhebbers van Cactussen en andere Vetplanten. Huizum.
Actualmente está editada por la Real Sociedad Neerlandesa de Amantes de los Cactus y otras Plantas Suculentas.